# Mullinville
Mullinville és una població dels Estats Units a l'estat de Kansas. Segons el cens del 2000 tenia 279 habitants.

## Demografia
Segons el cens del 2000, Mullinville tenia 279 habitants, 113 habitatges, i 80 famílies. La densitat de població era de 179,5 habitants/km².
Dels 113 habitatges en un 31% hi vivien nens de menys de 18 anys, en un 63,7% hi vivien parelles casades, en un 5,3% dones solteres, i en un 29,2% no eren unitats familiars. En el 29,2% dels habitatges hi vivien persones soles el 18,6% de les quals corresponia a persones de 65 anys o més que vivien soles. El nombre mitjà de persones vivint en cada habitatge era de 2,47 i el nombre mitjà de persones que vivien en cada família era de 3,04.
Per edats la població es repartia de la següent manera: un 28,3% tenia menys de 18 anys, un 3,9% entre 18 i 24, un 22,9% entre 25 i 44, un 21,1% de 45 a 60 i un 23,7% 65 anys o més.
L'edat mediana era de 41 anys. Per cada 100 dones de 18 o més anys hi havia 96,1 homes.
La renda mediana per habitatge era de 36.875 $ i la renda mediana per família de 39.375 $. Els homes tenien una renda mediana de 32.500 $ mentre que les dones 21.667 $. La renda per capita de la població era de 18.258 $. Entorn del 10,5% de les famílies i el 9,2% de la població estaven per davall del llindar de pobresa.

## Poblacions més properes
El següent diagrama mostra les poblacions més properes.